# Crassadoma
Crassadoma is een geslacht van tweekleppigen uit de familie van de Pectinidae (mantelschelpen).

## Soort
- Crassadoma gigantea (J.E. Gray, 1825)